# 亀戸駅
亀戸駅（かめいどえき）は、東京都江東区亀戸五丁目にある、東日本旅客鉄道（JR東日本）・東武鉄道の駅。

## 乗り入れ路線
JR東日本の総武本線（緩行線を走る中央・総武線各駅停車のみが停車）と、当駅を終点とする東武鉄道の亀戸線が乗り入れ、接続駅となっている。JR東日本の駅は特定都区市内制度における「東京都区内」に属する。かつては総武本線支線である越中島貨物線の起点であった。
- JR東日本： 総武線（各駅停車） - 駅番号「JB 23」
- 東武鉄道： 亀戸線 - 駅番号「TS 44」

## 歴史
- 1904年（明治37年）
  - 3月29日：総武鉄道（現・総武本線）の駅が開業[1][注 1]。
  - 4月5日：東武鉄道の駅が開業[3]。
- 1907年（明治40年）9月1日：総武鉄道が鉄道国有法により買収され、国有化[4]。
- 1910年（明治43年）3月27日：東武鉄道から総武本線への旅客列車乗り入れを廃止[3]。
- 1923年（大正12年）9月1日：関東大震災により、損壊[4]。
- 1945年（昭和20年）3月10日：東京大空襲により、全焼[4]。
- 1968年（昭和43年）9月30日：都営トロリーバスが廃止。
- 1987年（昭和62年）4月1日：国鉄分割民営化に伴い、国鉄の駅は東日本旅客鉄道（JR東日本）の駅となる[4]。
- 1999年（平成11年）
  - 2月8日：JR東日本の北口側平井駅寄り階段にエスカレーターを設置[新聞 1]
  - 2月25日：JR東日本の北口側錦糸町駅駅寄り階段に車いす対応エスカレーターを設置[新聞 1]。
- 2001年（平成13年）11月18日：JR東日本でICカード「Suica」の利用が可能となる[報道 1]。
- 2006年（平成18年）3月24日：駅ビルの名称を「亀戸エルナード」から「アトレ亀戸」に変更する。
- 2007年（平成19年）4月1日：JR東日本の東口が業務委託化[5]。
- 2011年（平成23年）
  - 9月15日：駅ビル「アトレ亀戸」が第1期リニューアル[報道 2]。
  - 10月25日：駅ビル「アトレ亀戸」の第2期リニューアルに伴い、グランドオープン[報道 2]。
- 2014年（平成26年）9月3日：駅ビル「アトレ亀戸」の地下1階、1階がリニューアル[報道 3]。
- 2019年（令和元年）5月16日：駅ビル「アトレ亀戸」の5階がリニューアル[報道 4]。
- 2020年（令和2年）
  - 4月1日：JR東日本の北口が業務委託化[6]。これに伴い、業務委託駅となる[6]。
  - 10月18日：JR東日本でスマートホームドアの使用を開始[7][報道 5]。
  - 12月1日：駅ビル「アトレ亀戸」の地下1階がフルリニューアル[報道 6][注 2]。
- 2021年（令和3年）3月1日：JR東日本の東口が駅遠隔操作システム（現・お客さまサポートコールシステム）導入に伴い、終日無人化[8]。
- 2022年（令和4年）6月30日：みどりの窓口の営業を終了[9][10]。

## 駅構造

### JR東日本
JR東日本ステーションサービスが駅業務を受託している錦糸町営業統括センター（錦糸町駅）管理の業務委託駅。ただし、東口にはお客さまサポートコールシステムが導入されているため、駅員は配置されておらず、終日遠隔対応を行う。また、多機能券売機と指定席券売機が設置されている。このほか、北口にはエスカレーターとエレベーターが、東口は車椅子昇降機が設置されている。
島式ホーム1面2線を有する高架駅で、ホームドアが設置されている。総武本線支線である越中島貨物線は新小岩駅から平井駅までは本線の北側に平行しているが、旧中川を渡った所で高々架となり、当駅のすぐ東側で本線とオーバークロスして南側に移る。貨物線は当駅の西ですぐに、越中島貨物駅へ向かうため南へと離れていく。貨物線を利用して、当駅から旧・小名木川駅まで、さらにはそれ以南に新線を建設して江東区内の南北方向のローカル輸送を担う構想が古くから存在する（江東区LRT事業構想。江東区#交通も参照）。
なお、東武の駅の北側の現在マンションが建っている箇所にはかつて国鉄の貨物基地があり、国鉄のSLが亀戸線の線路を跨いで本線へ合流していた。

#### のりば

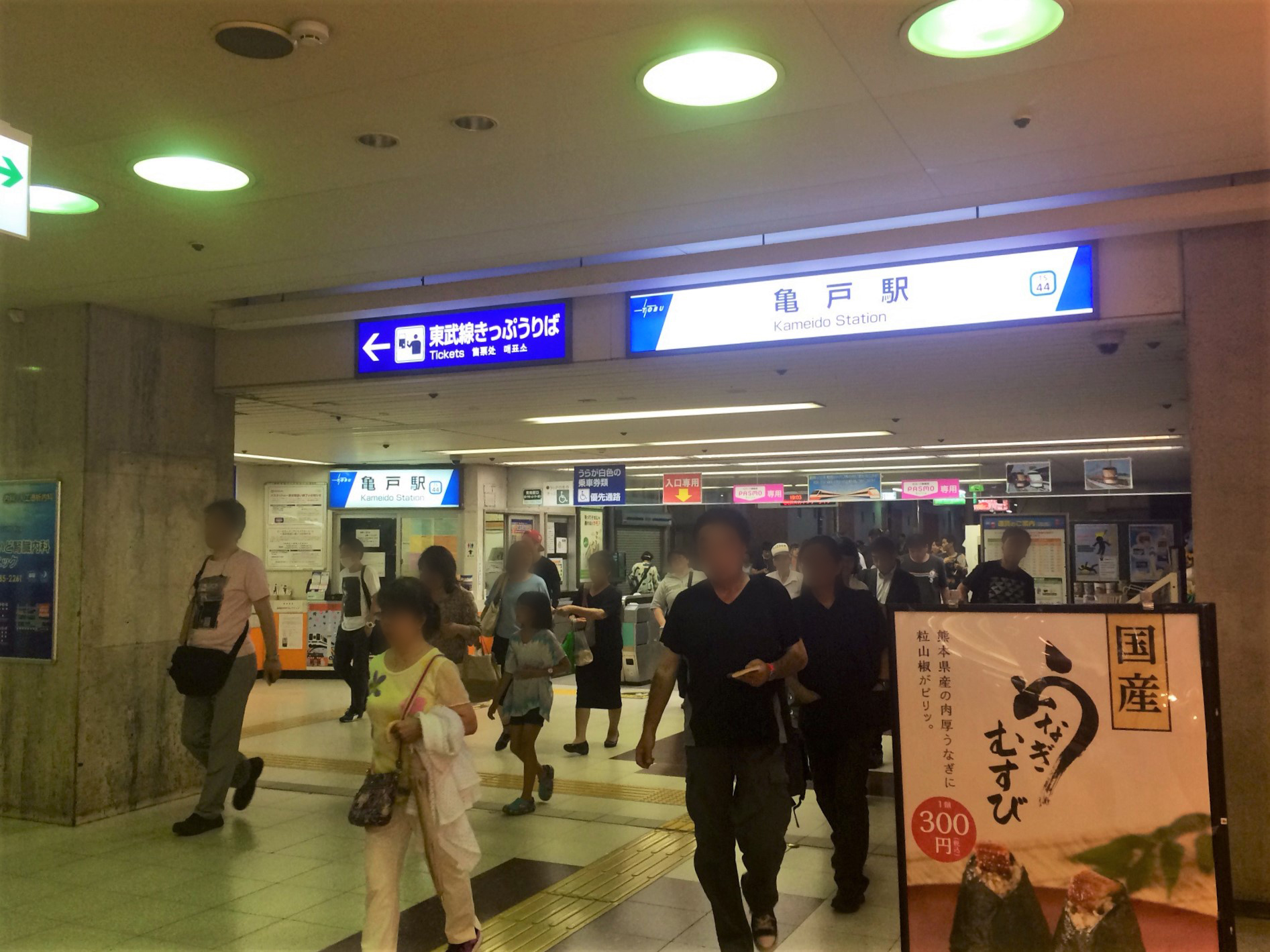
改札口
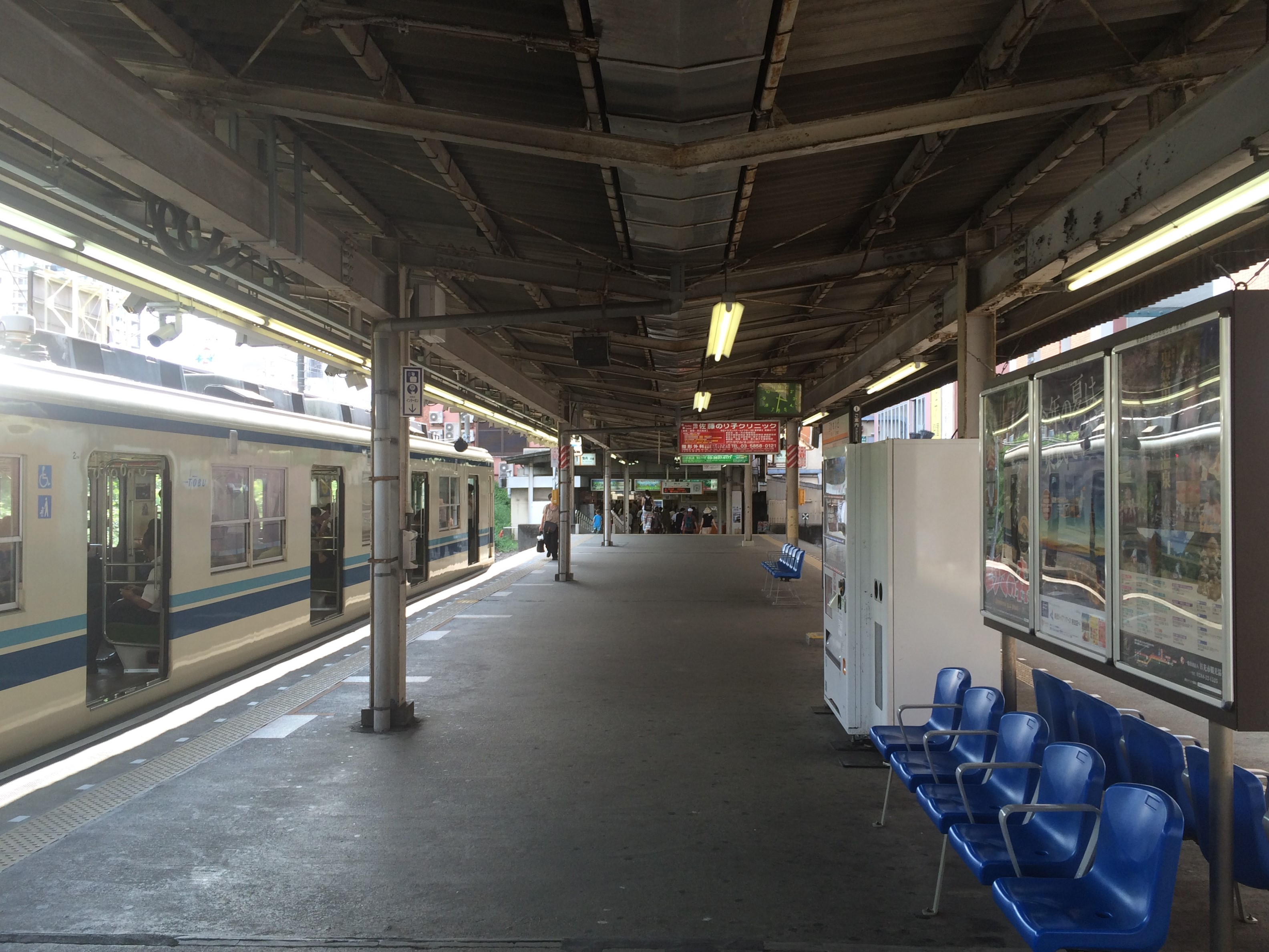
ホーム

| 番線 | 路線               | 方向 | 行先                         |
| ---- | ------------------ | ---- | ---------------------------- |
| 1    | 総武線（各駅停車） | 西行 | 秋葉原・新宿・中野方面       |
| 2    | 総武線（各駅停車） | 東行 | 新小岩・市川・船橋・千葉方面 |

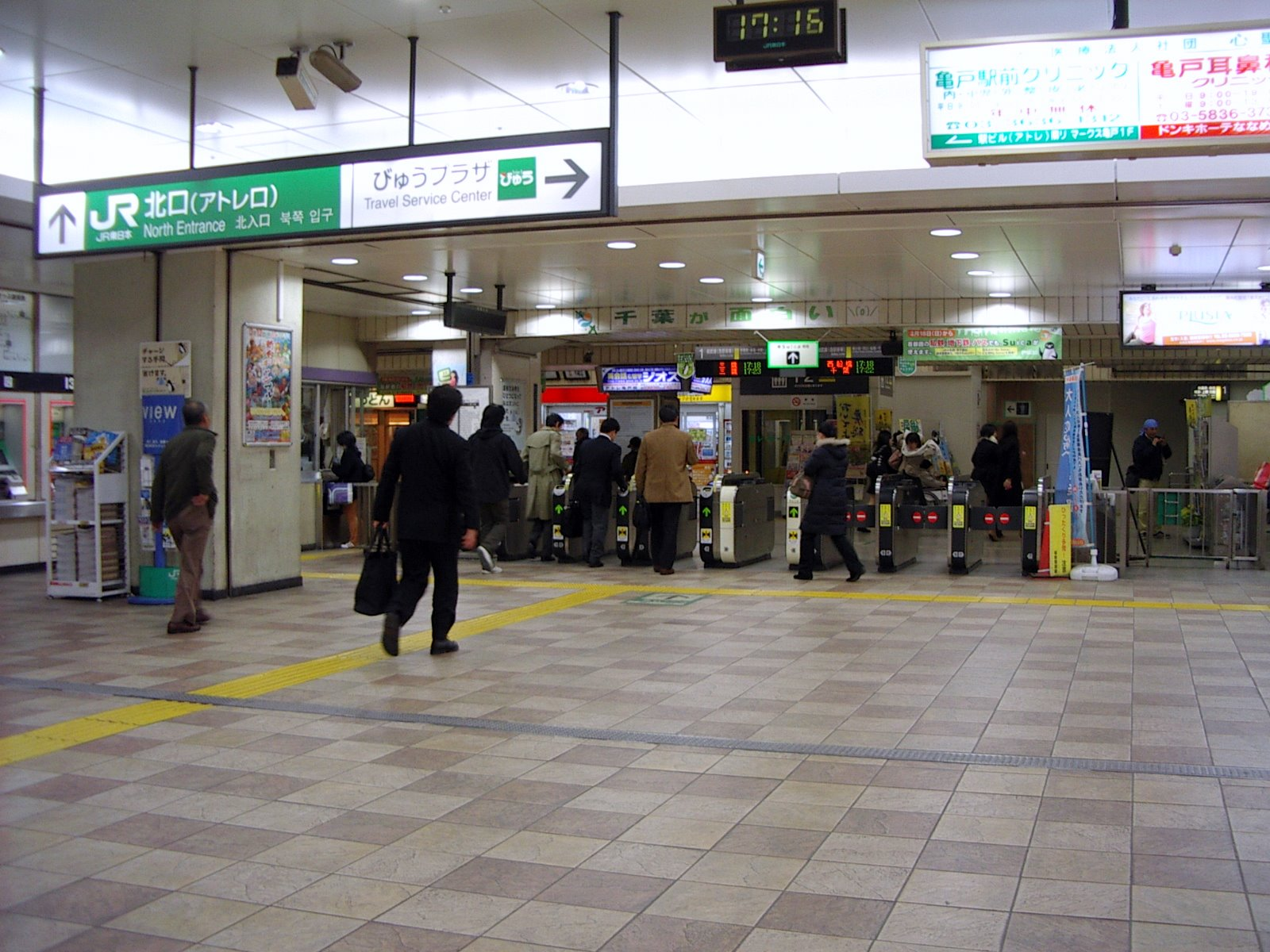
北口
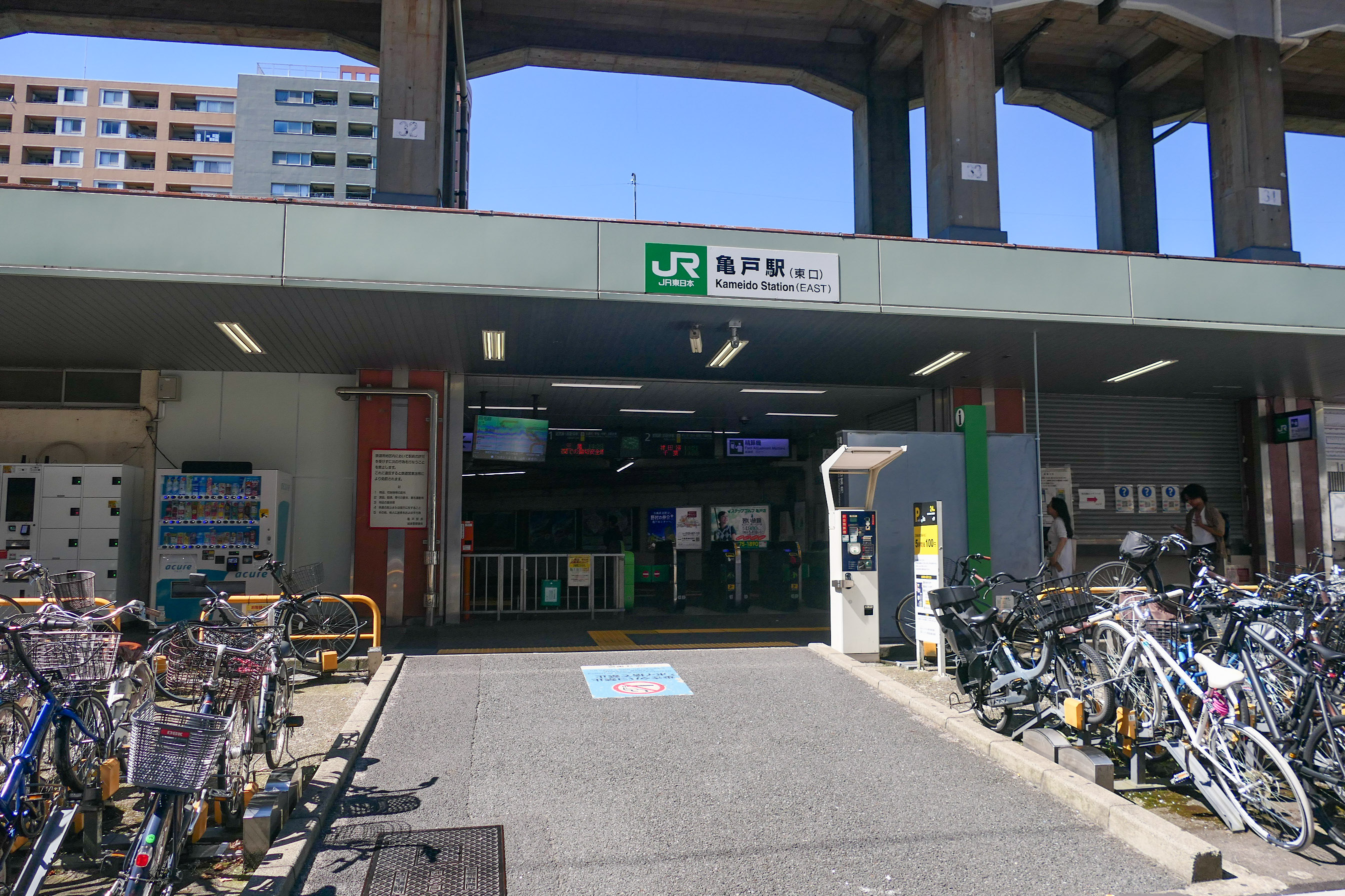
東口
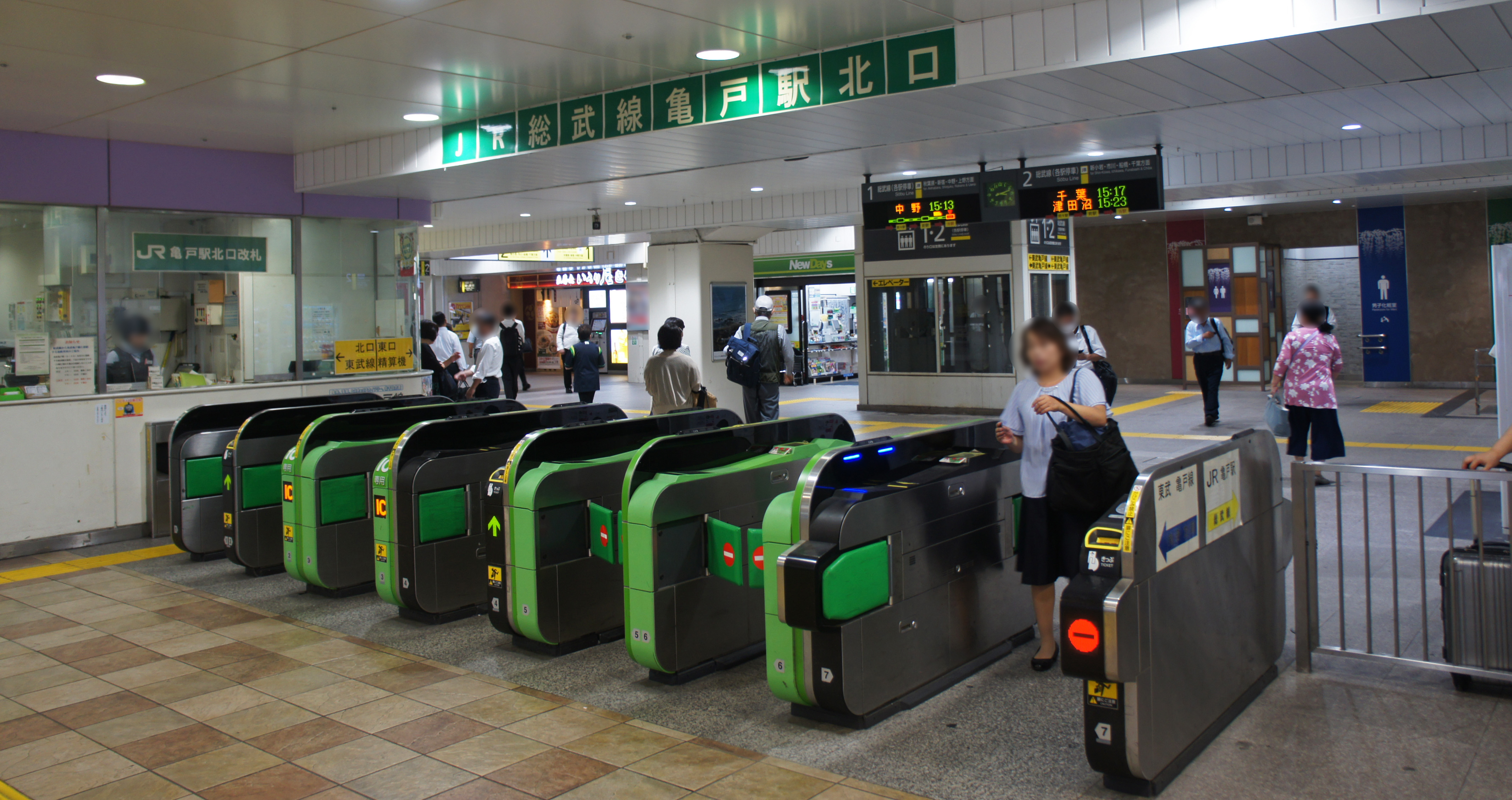
北口改札
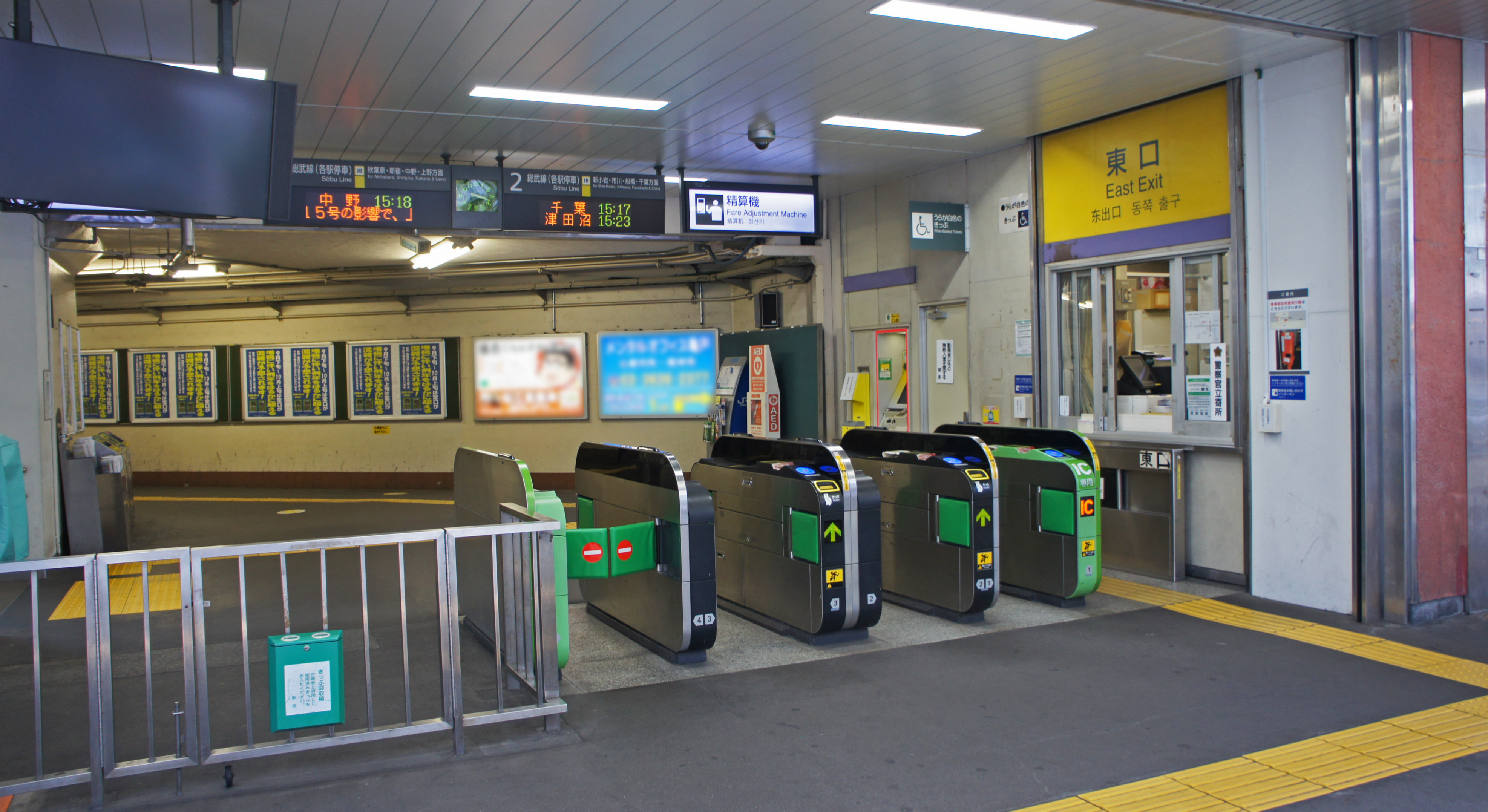
東口改札
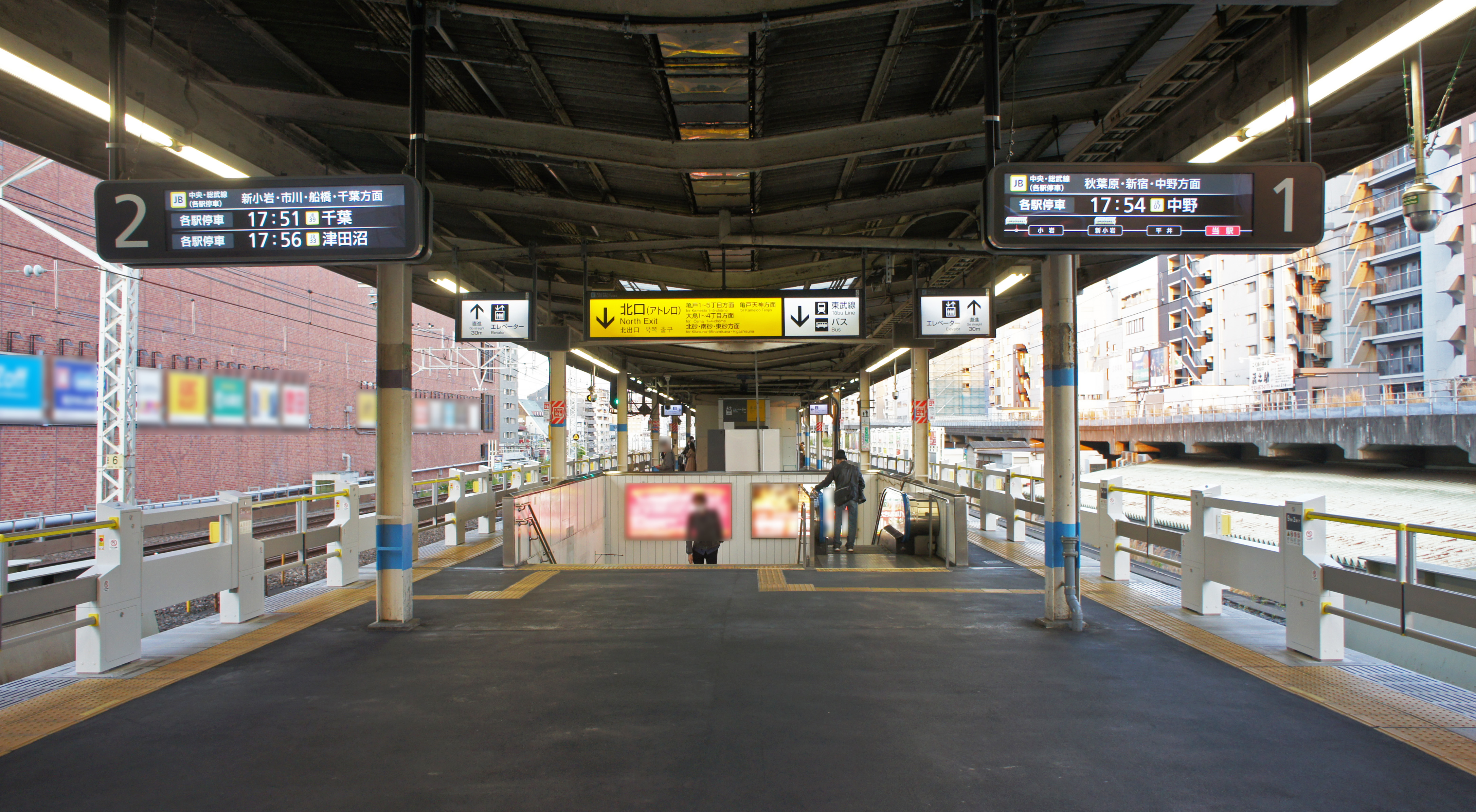
ホーム

### 東武鉄道
島式ホーム1面2線を有する地上駅。
ほぼ全ての列車が1番線から発着し、2番線は1日朝1本の列車が発着する他は留置線として使用される。そのためワンマン運転用のホームセンサーは1番線のみに設置されている。改札からホームまではスロープで連絡しており、駅ビル「アトレ亀戸」内に改札がある（JRの東口とは接続していない）。
亀戸線開業時点では当時の総武鉄道（現：JR東日本総武本線）両国橋駅まで列車が直通しており、旅客列車の直通運転廃止後も新金貨物線の開通までは貨物列車の直通が行われていた（なお、現在JRと東武の線路は完全に独立している）。東武鉄道全駅中、最も南に位置する。

#### のりば
| 番線 | 路線   | 行先     |
| ---- | ------ | -------- |
| 1・2 | 亀戸線 | 曳舟方面 |

- 改札口
- ホーム

## 利用状況
隣駅の錦糸町駅とともに、昭和40年代までは都電の、都電廃止後は路線バスが発着する東京東部地区のターミナルを形成している。駅利用者には地元利用者のほか、バスや東武亀戸線に乗り換えて江東区砂町地区、墨田区向島地区、江戸川区中部地区へと向かう乗客も多い。ただし、墨田区向島地区へは、半蔵門線押上延伸によって人の流れが変わりつつある。

### JR東日本
2023年度（令和5年度）の1日平均乗車人員は52,857人である。JR東日本管内の駅では、西川口駅に次いで第81位。
各年度の推移は以下のとおりである。

#### 1日平均乗車人員（1900年代 - 1930年代）
| 1日平均乗車人員推移（総武鉄道／国鉄） （1900年代 - 1930年代） | 1日平均乗車人員推移（総武鉄道／国鉄） （1900年代 - 1930年代） | 1日平均乗車人員推移（総武鉄道／国鉄） （1900年代 - 1930年代） |
| 年度                                                          | 乗車人員                                                      | 出典 （東京府）                                               |
| ------------------------------------------------------------- | ------------------------------------------------------------- | ------------------------------------------------------------- |
| 1904年（明治37年）                                            | 294                                                           | [ 府 1 ]                                                      |
| 1905年（明治38年）                                            | 372                                                           | [ 府 2 ]                                                      |
| 1907年（明治40年）                                            | 371                                                           | [ 府 3 ]                                                      |
| 1908年（明治41年）                                            | 758                                                           | [ 府 4 ]                                                      |
| 1909年（明治42年）                                            | 819                                                           | [ 府 5 ]                                                      |
| 1911年（明治44年）                                            | 747                                                           | [ 府 6 ]                                                      |
| 1912年（大正元年）                                            | 546                                                           | [ 府 7 ]                                                      |
| 1913年（大正02年）                                            | 532                                                           | [ 府 8 ]                                                      |
| 1914年（大正03年）                                            | 489                                                           | [ 府 9 ]                                                      |
| 1915年（大正04年）                                            | 460                                                           | [ 府 10 ]                                                     |
| 1916年（大正05年）                                            | 605                                                           | [ 府 11 ]                                                     |
| 1919年（大正08年）                                            | 557                                                           | [ 府 12 ]                                                     |
| 1920年（大正09年）                                            | 716                                                           | [ 府 13 ]                                                     |
| 1922年（大正11年）                                            | 1,130                                                         | [ 府 14 ]                                                     |
| 1923年（大正12年）                                            | 1,805                                                         | [ 府 15 ]                                                     |
| 1924年（大正13年）                                            | 1,733                                                         | [ 府 16 ]                                                     |
| 1925年（大正14年）                                            | 1,650                                                         | [ 府 17 ]                                                     |
| 1926年（昭和元年）                                            | 1,826                                                         | [ 府 18 ]                                                     |
| 1927年（昭和02年）                                            | 2,229                                                         | [ 府 19 ]                                                     |
| 1928年（昭和03年）                                            | 4,046                                                         | [ 府 20 ]                                                     |
| 1929年（昭和04年）                                            | 4,728                                                         | [ 府 21 ]                                                     |
| 1930年（昭和05年）                                            | 4,268                                                         | [ 府 22 ]                                                     |
| 1931年（昭和06年）                                            | 4,381                                                         | [ 府 23 ]                                                     |
| 1932年（昭和07年）                                            | 5,925                                                         | [ 府 24 ]                                                     |
| 1933年（昭和08年）                                            | 8,518                                                         | [ 府 25 ]                                                     |
| 1934年（昭和09年）                                            | 10,839                                                        | [ 府 26 ]                                                     |
| 1935年（昭和10年）                                            | 12,957                                                        | [ 府 27 ]                                                     |

#### 1日平均乗車人員（1953年 - 2000年）
| 1日平均乗車人員推移（国鉄／JR東日本）（1953年 - 2000年） | 1日平均乗車人員推移（国鉄／JR東日本）（1953年 - 2000年） | 1日平均乗車人員推移（国鉄／JR東日本）（1953年 - 2000年） | 1日平均乗車人員推移（国鉄／JR東日本）（1953年 - 2000年） | 1日平均乗車人員推移（国鉄／JR東日本）（1953年 - 2000年） |
| 年度                                                     | 乗車人員                                                 | 順位                                                     | 出典                                                     | 出典                                                     |
| 年度                                                     | 乗車人員                                                 | 順位                                                     | JR                                                       | 東京都                                                   |
| -------------------------------------------------------- | -------------------------------------------------------- | -------------------------------------------------------- | -------------------------------------------------------- | -------------------------------------------------------- |
| 1953年（昭和28年）                                       | 27,591                                                   |                                                          |                                                          | [ 都 1 ]                                                 |
| 1954年（昭和29年）                                       | 34,284                                                   |                                                          |                                                          | [ 都 2 ]                                                 |
| 1955年（昭和30年）                                       | 32,510                                                   |                                                          |                                                          | [ 都 3 ]                                                 |
| 1956年（昭和31年）                                       | 41,724                                                   |                                                          |                                                          | [ 都 4 ]                                                 |
| 1957年（昭和32年）                                       | 44,874                                                   |                                                          |                                                          | [ 都 5 ]                                                 |
| 1958年（昭和33年）                                       | 46,749                                                   |                                                          |                                                          | [ 都 6 ]                                                 |
| 1959年（昭和34年）                                       | 50,469                                                   |                                                          |                                                          | [ 都 7 ]                                                 |
| 1960年（昭和35年）                                       | 56,132                                                   |                                                          |                                                          | [ 都 8 ]                                                 |
| 1961年（昭和36年）                                       | 56,852                                                   |                                                          |                                                          | [ 都 9 ]                                                 |
| 1962年（昭和37年）                                       | 59,009                                                   |                                                          |                                                          | [ 都 10 ]                                                |
| 1963年（昭和38年）                                       | 61,515                                                   |                                                          |                                                          | [ 都 11 ]                                                |
| 1964年（昭和39年）                                       | 65,700                                                   |                                                          |                                                          | [ 都 12 ]                                                |
| 1965年（昭和40年）                                       | 68,334                                                   |                                                          |                                                          | [ 都 13 ]                                                |
| 1966年（昭和41年）                                       | 70,517                                                   |                                                          |                                                          | [ 都 14 ]                                                |
| 1967年（昭和42年）                                       | 71,932                                                   |                                                          |                                                          | [ 都 15 ]                                                |
| 1968年（昭和43年）                                       | 71,530                                                   |                                                          |                                                          | [ 都 16 ]                                                |
| 1969年（昭和44年）                                       | 59,664                                                   |                                                          |                                                          | [ 都 17 ]                                                |
| 1970年（昭和45年）                                       | 60,723                                                   |                                                          |                                                          | [ 都 18 ]                                                |
| 1971年（昭和46年）                                       | 61,246                                                   |                                                          |                                                          | [ 都 19 ]                                                |
| 1972年（昭和47年）                                       | 63,099                                                   |                                                          |                                                          | [ 都 20 ]                                                |
| 1973年（昭和48年）                                       | 60,244                                                   |                                                          |                                                          | [ 都 21 ]                                                |
| 1974年（昭和49年）                                       | 59,548                                                   |                                                          |                                                          | [ 都 22 ]                                                |
| 1975年（昭和50年）                                       | 57,915                                                   |                                                          |                                                          | [ 都 23 ]                                                |
| 1976年（昭和51年）                                       | 59,556                                                   |                                                          |                                                          | [ 都 24 ]                                                |
| 1977年（昭和52年）                                       | 58,992                                                   |                                                          |                                                          | [ 都 25 ]                                                |
| 1978年（昭和53年）                                       | 67,764                                                   |                                                          |                                                          | [ 都 26 ]                                                |
| 1979年（昭和54年）                                       | 67,484                                                   |                                                          |                                                          | [ 都 27 ]                                                |
| 1980年（昭和55年）                                       | 60,595                                                   |                                                          |                                                          | [ 都 28 ]                                                |
| 1981年（昭和56年）                                       | 58,521                                                   |                                                          |                                                          | [ 都 29 ]                                                |
| 1982年（昭和57年）                                       | 57,499                                                   |                                                          |                                                          | [ 都 30 ]                                                |
| 1983年（昭和58年）                                       | 56,694                                                   |                                                          |                                                          | [ 都 31 ]                                                |
| 1984年（昭和59年）                                       | 57,400                                                   |                                                          |                                                          | [ 都 32 ]                                                |
| 1985年（昭和60年）                                       | 57,479                                                   |                                                          |                                                          | [ 都 33 ]                                                |
| 1986年（昭和61年）                                       | 57,762                                                   |                                                          |                                                          | [ 都 34 ]                                                |
| 1987年（昭和62年）                                       | 56,077                                                   |                                                          |                                                          | [ 都 35 ]                                                |
| 1988年（昭和63年）                                       | 59,197                                                   |                                                          |                                                          | [ 都 36 ]                                                |
| 1989年（平成元年）                                       | 59,967                                                   |                                                          |                                                          | [ 都 37 ]                                                |
| 1990年（平成02年）                                       | 60,704                                                   |                                                          |                                                          | [ 都 38 ]                                                |
| 1991年（平成03年）                                       | 61,822                                                   |                                                          |                                                          | [ 都 39 ]                                                |
| 1992年（平成04年）                                       | 61,225                                                   |                                                          |                                                          | [ 都 40 ]                                                |
| 1993年（平成05年）                                       | 60,241                                                   |                                                          |                                                          | [ 都 41 ]                                                |
| 1994年（平成06年）                                       | 59,518                                                   |                                                          |                                                          | [ 都 42 ]                                                |
| 1995年（平成07年）                                       | 58,276                                                   |                                                          |                                                          | [ 都 43 ]                                                |
| 1996年（平成08年）                                       | 57,786                                                   |                                                          |                                                          | [ 都 44 ]                                                |
| 1997年（平成09年）                                       | 57,593                                                   |                                                          |                                                          | [ 都 45 ]                                                |
| 1998年（平成10年）                                       | 56,293                                                   |                                                          |                                                          | [ 都 46 ]                                                |
| 1999年（平成11年）                                       | 56,018                                                   | 73位                                                     | [ JR 2 ]                                                 | [ 都 47 ]                                                |
| 2000年（平成12年）                                       | 56,595                                                   | 74位                                                     | [ JR 3 ]                                                 | [ 都 48 ]                                                |

#### 1日平均乗車人員（2001年以降）
| 1日平均乗車人員推移（JR東日本）（2001年以降） | 1日平均乗車人員推移（JR東日本）（2001年以降） | 1日平均乗車人員推移（JR東日本）（2001年以降） | 1日平均乗車人員推移（JR東日本）（2001年以降） | 1日平均乗車人員推移（JR東日本）（2001年以降） | 1日平均乗車人員推移（JR東日本）（2001年以降） | 1日平均乗車人員推移（JR東日本）（2001年以降） | 1日平均乗車人員推移（JR東日本）（2001年以降） |
| 年度                                          | 定期外                                        | 定期                                          | 合計                                          | 前年度比                                      | 順位                                          | 出典                                          | 出典                                          |
| 年度                                          | 定期外                                        | 定期                                          | 合計                                          | 前年度比                                      | 順位                                          | JR                                            | 東京都                                        |
| --------------------------------------------- | --------------------------------------------- | --------------------------------------------- | --------------------------------------------- | --------------------------------------------- | --------------------------------------------- | --------------------------------------------- | --------------------------------------------- |
| 2001年（平成13年）                            |                                               |                                               | 56,344                                        |                                               | 75位                                          | [ JR 4 ]                                      | [ 都 49 ]                                     |
| 2002年（平成14年）                            |                                               |                                               | 56,000                                        |                                               | 75位                                          | [ JR 5 ]                                      | [ 都 50 ]                                     |
| 2003年（平成15年）                            |                                               |                                               | 54,477                                        |                                               | 80位                                          | [ JR 6 ]                                      | [ 都 51 ]                                     |
| 2004年（平成16年）                            |                                               |                                               | 54,188                                        |                                               | 79位                                          | [ JR 7 ]                                      | [ 都 52 ]                                     |
| 2005年（平成17年）                            |                                               |                                               | 54,133                                        |                                               | 82位                                          | [ JR 8 ]                                      | [ 都 53 ]                                     |
| 2006年（平成18年）                            |                                               |                                               | 54,431                                        |                                               | 83位                                          | [ JR 9 ]                                      | [ 都 54 ]                                     |
| 2007年（平成19年）                            |                                               |                                               | 55,875                                        |                                               | 80位                                          | [ JR 10 ]                                     | [ 都 55 ]                                     |
| 2008年（平成20年）                            |                                               |                                               | 56,323                                        |                                               | 79位                                          | [ JR 11 ]                                     | [ 都 56 ]                                     |
| 2009年（平成21年）                            |                                               |                                               | 55,949                                        |                                               | 80位                                          | [ JR 12 ]                                     | [ 都 57 ]                                     |
| 2010年（平成22年）                            |                                               |                                               | 55,613                                        |                                               | 81位                                          | [ JR 13 ]                                     | [ 都 58 ]                                     |
| 2011年（平成23年）                            |                                               |                                               | 54,986                                        |                                               | 82位                                          | [ JR 14 ]                                     | [ 都 59 ]                                     |
| 2012年（平成24年）                            | 20,147                                        | 35,341                                        | 55,488                                        |                                               | 83位                                          | [ JR 15 ]                                     | [ 都 60 ]                                     |
| 2013年（平成25年）                            | 20,450                                        | 36,242                                        | 56,693                                        |                                               | 82位                                          | [ JR 16 ]                                     | [ 都 61 ]                                     |
| 2014年（平成26年）                            | 20,454                                        | 36,211                                        | 56,665                                        |                                               | 82位                                          | [ JR 17 ]                                     | [ 都 62 ]                                     |
| 2015年（平成27年）                            | 20,740                                        | 36,587                                        | 57,328                                        |                                               | 83位                                          | [ JR 18 ]                                     | [ 都 63 ]                                     |
| 2016年（平成28年）                            | 20,358                                        | 37,080                                        | 57,438                                        | 0.2%                                          | 83位                                          | [ JR 19 ]                                     | [ 都 64 ]                                     |
| 2017年（平成29年）                            | 20,666                                        | 37,469                                        | 58,136                                        | 1.2%                                          | 82位                                          | [ JR 20 ]                                     | [ 都 65 ]                                     |
| 2018年（平成30年）                            | 20,609                                        | 37,666                                        | 58,276                                        | 0.2%                                          | 85位                                          | [ JR 21 ]                                     | [ 都 66 ]                                     |
| 2019年（令和元年）                            | 19,940                                        | 37,703                                        | 57,643                                        | −1.1%                                         | 85位                                          | [ JR 22 ]                                     | [ 都 67 ]                                     |
| 2020年（令和02年）                            | 14,319                                        | 29,023                                        | 43,343                                        | −24.8%                                        | 78位                                          | [ JR 23 ]                                     | [ 都 68 ]                                     |
| 2021年（令和03年）                            | 16,496                                        | 28,174                                        | 44,671                                        | 3.1%                                          | 82位                                          | [ JR 24 ]                                     | [ 都 69 ]                                     |
| 2022年（令和04年）                            | 20,015                                        | 29,602                                        | 49,618                                        | 11.1%                                         | 82位                                          | [ JR 25 ]                                     | [ 都 70 ]                                     |
| 2023年（令和05年）                            | 21,351                                        | 31,505                                        | 52,857                                        | 106.5%                                        | 81位                                          | [ JR 1 ]                                      |                                               |

### 東武鉄道
2024年度（令和6年度）の1日平均乗降人員は25,825人である。亀戸線では曳舟駅に次ぐ第2位。
各年度の推移は以下のとおりである。

#### 1日平均乗車人員（1900年代 - 1930年代）
| 1日平均乗車人員推移（東武鉄道） （1900年代 - 1930年代） | 1日平均乗車人員推移（東武鉄道） （1900年代 - 1930年代） | 1日平均乗車人員推移（東武鉄道） （1900年代 - 1930年代） |
| 年度                                                    | 乗車人員                                                | 出典 （東京府）                                         |
| ------------------------------------------------------- | ------------------------------------------------------- | ------------------------------------------------------- |
| 1904年（明治37年）                                      | 33                                                      | [ 府 1 ]                                                |
| 1905年（明治38年）                                      | 54                                                      | [ 府 2 ]                                                |
| 1907年（明治40年）                                      | 91                                                      | [ 府 3 ]                                                |
| 1908年（明治41年）                                      | 104                                                     | [ 府 4 ]                                                |
| 1909年（明治42年）                                      | 103                                                     | [ 府 5 ]                                                |
| 1911年（明治44年）                                      | 45                                                      | [ 府 6 ]                                                |
| 1912年（大正元年）                                      | 33                                                      | [ 府 7 ]                                                |
| 1913年（大正02年）                                      | 28                                                      | [ 府 8 ]                                                |
| 1914年（大正03年）                                      | 18                                                      | [ 府 9 ]                                                |
| 1915年（大正04年）                                      | 27                                                      | [ 府 10 ]                                               |
| 1916年（大正05年）                                      | 30                                                      | [ 府 11 ]                                               |
| 1919年（大正08年）                                      | 110                                                     | [ 府 12 ]                                               |
| 1920年（大正09年）                                      | 171                                                     | [ 府 13 ]                                               |
| 1923年（大正12年）                                      | 131                                                     | [ 府 15 ]                                               |
| 1924年（大正13年）                                      | 335                                                     | [ 府 16 ]                                               |
| 1925年（大正14年）                                      | 82                                                      | [ 府 17 ]                                               |
| 1926年（昭和元年）                                      | 94                                                      | [ 府 18 ]                                               |
| 1927年（昭和02年）                                      | 84                                                      | [ 府 19 ]                                               |
| 1928年（昭和03年）                                      | 1,222                                                   | [ 府 20 ]                                               |
| 1929年（昭和04年）                                      | 1,627                                                   | [ 府 21 ]                                               |
| 1930年（昭和05年）                                      | 1,287                                                   | [ 府 22 ]                                               |
| 1931年（昭和06年）                                      | 1,267                                                   | [ 府 23 ]                                               |
| 1932年（昭和07年）                                      | 1,352                                                   | [ 府 24 ]                                               |
| 1933年（昭和08年）                                      | 1,568                                                   | [ 府 25 ]                                               |
| 1934年（昭和09年）                                      | 2,164                                                   | [ 府 26 ]                                               |
| 1935年（昭和10年）                                      | 2,801                                                   | [ 府 27 ]                                               |

#### 1日平均乗車人員（1956年 - 2000年）
| 1日平均乗車人員推移（東武鉄道） （1956年 - 2000年） | 1日平均乗車人員推移（東武鉄道） （1956年 - 2000年） | 1日平均乗車人員推移（東武鉄道） （1956年 - 2000年） |
| 年度                                                | 乗車人員                                            | 出典 （東京都）                                     |
| --------------------------------------------------- | --------------------------------------------------- | --------------------------------------------------- |
| 1956年（昭和31年）                                  | 11,759                                              | [ 都 4 ]                                            |
| 1957年（昭和32年）                                  | 12,682                                              | [ 都 5 ]                                            |
| 1958年（昭和33年）                                  | 12,838                                              | [ 都 6 ]                                            |
| 1959年（昭和34年）                                  | 13,990                                              | [ 都 7 ]                                            |
| 1960年（昭和35年）                                  | 16,248                                              | [ 都 8 ]                                            |
| 1961年（昭和36年）                                  | 18,593                                              | [ 都 9 ]                                            |
| 1962年（昭和37年）                                  | 19,002                                              | [ 都 10 ]                                           |
| 1963年（昭和38年）                                  | 19,183                                              | [ 都 71 ]                                           |
| 1964年（昭和39年）                                  | 20,508                                              | [ 都 12 ]                                           |
| 1965年（昭和40年）                                  | 20,962                                              | [ 都 72 ]                                           |
| 1966年（昭和41年）                                  | 20,756                                              | [ 都 14 ]                                           |
| 1967年（昭和42年）                                  | 20,828                                              | [ 都 73 ]                                           |
| 1968年（昭和43年）                                  | 20,998                                              | [ 都 74 ]                                           |
| 1969年（昭和44年）                                  | 20,350                                              | [ 都 17 ]                                           |
| 1970年（昭和45年）                                  | 12,367                                              | [ 都 18 ]                                           |
| 1971年（昭和46年）                                  | 18,604                                              | [ 都 19 ]                                           |
| 1972年（昭和47年）                                  | 18,378                                              | [ 都 75 ]                                           |
| 1973年（昭和48年）                                  | 17,893                                              | [ 都 21 ]                                           |
| 1974年（昭和49年）                                  | 18,104                                              | [ 都 76 ]                                           |
| 1975年（昭和50年）                                  | 17,877                                              | [ 都 23 ]                                           |
| 1976年（昭和51年）                                  | 10,208                                              | [ 都 77 ]                                           |
| 1977年（昭和52年）                                  | 17,381                                              | [ 都 25 ]                                           |
| 1978年（昭和53年）                                  | 20,266                                              | [ 都 26 ]                                           |
| 1979年（昭和54年）                                  | 20,866                                              | [ 都 27 ]                                           |
| 1980年（昭和55年）                                  | 20,833                                              | [ 都 28 ]                                           |
| 1981年（昭和56年）                                  | 20,567                                              | [ 都 29 ]                                           |
| 1982年（昭和57年）                                  | 20,162                                              | [ 都 30 ]                                           |
| 1983年（昭和58年）                                  | 20,085                                              | [ 都 31 ]                                           |
| 1984年（昭和59年）                                  | 20,236                                              | [ 都 32 ]                                           |
| 1985年（昭和60年）                                  | 20,471                                              | [ 都 33 ]                                           |
| 1986年（昭和61年）                                  | 20,882                                              | [ 都 34 ]                                           |
| 1987年（昭和62年）                                  | 20,866                                              | [ 都 35 ]                                           |
| 1988年（昭和63年）                                  | 21,619                                              | [ 都 36 ]                                           |
| 1989年（平成元年）                                  | 20,203                                              | [ 都 37 ]                                           |
| 1990年（平成02年）                                  | 21,296                                              | [ 都 38 ]                                           |
| 1991年（平成03年）                                  | 21,795                                              | [ 都 39 ]                                           |
| 1992年（平成04年）                                  | 21,430                                              | [ 都 40 ]                                           |
| 1993年（平成05年）                                  | 20,877                                              | [ 都 41 ]                                           |
| 1994年（平成06年）                                  | 20,252                                              | [ 都 42 ]                                           |
| 1995年（平成07年）                                  | 19,899                                              | [ 都 43 ]                                           |
| 1996年（平成08年）                                  | 19,093                                              | [ 都 44 ]                                           |
| 1997年（平成09年）                                  | 18,616                                              | [ 都 78 ]                                           |
| 1998年（平成10年）                                  | 17,868                                              | [ 都 46 ]                                           |
| 1999年（平成11年）                                  | 16,891                                              | [ 都 47 ]                                           |
| 2000年（平成12年）                                  | 16,537                                              | [ 都 79 ]                                           |

#### 1日平均乗車人員・乗降人員（2001年以降）
| 1日平均乗車人員・乗降人員推移（東武鉄道）（2001年以降） | 1日平均乗車人員・乗降人員推移（東武鉄道）（2001年以降） | 1日平均乗車人員・乗降人員推移（東武鉄道）（2001年以降） | 1日平均乗車人員・乗降人員推移（東武鉄道）（2001年以降） | 1日平均乗車人員・乗降人員推移（東武鉄道）（2001年以降） | 1日平均乗車人員・乗降人員推移（東武鉄道）（2001年以降） | 1日平均乗車人員・乗降人員推移（東武鉄道）（2001年以降） | 1日平均乗車人員・乗降人員推移（東武鉄道）（2001年以降） | 1日平均乗車人員・乗降人員推移（東武鉄道）（2001年以降） | 1日平均乗車人員・乗降人員推移（東武鉄道）（2001年以降） | 1日平均乗車人員・乗降人員推移（東武鉄道）（2001年以降） |
| 年度                                                    | 乗車人員                                                | 乗車人員                                                | 乗車人員                                                | 乗降人員                                                | 乗降人員                                                | 乗降人員                                                | 乗降人員                                                | 出典                                                    | 出典                                                    | 出典                                                    |
| 年度                                                    | 定期外                                                  | 定期                                                    | 合計                                                    | 定期外                                                  | 定期                                                    | 合計                                                    | 増加率                                                  | 東武鉄道                                                | 関東広告                                                | 東京都                                                  |
| ------------------------------------------------------- | ------------------------------------------------------- | ------------------------------------------------------- | ------------------------------------------------------- | ------------------------------------------------------- | ------------------------------------------------------- | ------------------------------------------------------- | ------------------------------------------------------- | ------------------------------------------------------- | ------------------------------------------------------- | ------------------------------------------------------- |
| 2001年（平成13年）                                      |                                                         |                                                         | 16,118                                                  |                                                         |                                                         |                                                         |                                                         |                                                         |                                                         | [ 都 80 ]                                               |
| 2002年（平成14年）                                      |                                                         |                                                         | 15,696                                                  |                                                         |                                                         |                                                         |                                                         |                                                         |                                                         | [ 都 81 ]                                               |
| 2003年（平成15年）                                      |                                                         |                                                         | 13,896                                                  | 10,988                                                  | 16,806                                                  | 27,794                                                  | −13.5%                                                  |                                                         | [ 関広 1 ]                                              | [ 都 82 ]                                               |
| 2004年（平成16年）                                      |                                                         |                                                         | 13,649                                                  | 10,769                                                  | 16,614                                                  | 27,383                                                  | −1.5%                                                   |                                                         | [ 関広 2 ]                                              | [ 都 83 ]                                               |
| 2005年（平成17年）                                      |                                                         |                                                         | 13,296                                                  | 10,630                                                  | 16,093                                                  | 26,723                                                  | −2.4%                                                   |                                                         | [ 関広 3 ]                                              | [ 都 84 ]                                               |
| 2006年（平成18年）                                      |                                                         |                                                         | 13,268                                                  | 10,648                                                  | 16,044                                                  | 26,692                                                  | −0.1%                                                   |                                                         | [ 関広 4 ]                                              | [ 都 85 ]                                               |
| 2007年（平成19年）                                      |                                                         |                                                         | 13,516                                                  | 10,884                                                  | 16,368                                                  | 27,252                                                  | 2.1%                                                    |                                                         | [ 関広 5 ]                                              | [ 都 86 ]                                               |
| 2008年（平成20年）                                      |                                                         |                                                         | 13,400                                                  | 10,786                                                  | 16,208                                                  | 26,994                                                  | −0.9%                                                   |                                                         | [ 関広 6 ]                                              | [ 都 87 ]                                               |
| 2009年（平成21年）                                      |                                                         |                                                         | 13,260                                                  | 10,620                                                  | 16,064                                                  | 26,684                                                  | −1.1%                                                   |                                                         | [ 関広 7 ]                                              | [ 都 88 ]                                               |
| 2010年（平成22年）                                      |                                                         |                                                         | 13,430                                                  | 10,689                                                  | 16,342                                                  | 27,031                                                  | 1.3%                                                    |                                                         | [ 関広 8 ]                                              | [ 都 89 ]                                               |
| 2011年（平成23年）                                      |                                                         |                                                         | 13,175                                                  | 10,113                                                  | 16,186                                                  | 26,299                                                  | −2.7%                                                   |                                                         | [ 関広 9 ]                                              | [ 都 90 ]                                               |
| 2012年（平成24年）                                      |                                                         |                                                         | 13,496                                                  | 10,467                                                  | 16,556                                                  | 27,023                                                  | 2.8%                                                    |                                                         | [ 関広 10 ]                                             | [ 都 91 ]                                               |
| 2013年（平成25年）                                      |                                                         |                                                         | 13,405                                                  | 10,207                                                  | 16,626                                                  | 26,833                                                  | −0.7%                                                   |                                                         | [ 関広 11 ]                                             | [ 都 92 ]                                               |
| 2014年（平成26年）                                      |                                                         |                                                         | 13,148                                                  | 9,864                                                   | 16,422                                                  | 26,286                                                  | −2.0%                                                   |                                                         | [ 関広 12 ]                                             | [ 都 93 ]                                               |
| 2015年（平成27年）                                      |                                                         |                                                         | 13,284                                                  | 9,936                                                   | 16,680                                                  | 26,616                                                  | 1.3%                                                    |                                                         | [ 関広 13 ]                                             | [ 都 94 ]                                               |
| 2016年（平成28年）                                      |                                                         |                                                         | 13,189                                                  | 9,708                                                   | 16,698                                                  | 26,406                                                  | −0.8%                                                   |                                                         | [ 関広 14 ]                                             | [ 都 95 ]                                               |
| 2017年（平成29年）                                      |                                                         |                                                         | 13,381                                                  | 9,887                                                   | 16,930                                                  | 26,817                                                  | 1.6%                                                    |                                                         | [ 関広 15 ]                                             | [ 都 96 ]                                               |
| 2018年（平成30年）                                      |                                                         |                                                         | 13,477                                                  | 9,990                                                   | 17,074                                                  | 27,064                                                  | 0.9%                                                    |                                                         | [ 関広 16 ]                                             | [ 都 97 ]                                               |
| 2019年（令和元年）                                      |                                                         |                                                         | 13,443                                                  | 9,737                                                   | 17,264                                                  | 27,001                                                  | −0.2%                                                   |                                                         | [ 関広 17 ]                                             | [ 都 98 ]                                               |
| 2020年（令和02年）                                      |                                                         |                                                         | 10,468                                                  | 7,006                                                   | 14,002                                                  | 21,008                                                  | −22.2%                                                  | [ 東武 2 ]                                              | [ 関広 18 ]                                             | [ 都 99 ]                                               |
| 2021年（令和03年）                                      | 3,946                                                   | 7,016                                                   | 10,962                                                  | 7,968                                                   | 14,032                                                  | 22,000                                                  | 4.7%                                                    | [ 東武 3 ]                                              | [ 関広 19 ]                                             | [ 都 100 ]                                              |
| 2022年（令和04年）                                      | 4,507                                                   | 7,261                                                   | 11,768                                                  | 9,129                                                   | 14,522                                                  | 23,651                                                  | 7.5%                                                    | [ 東武 4 ]                                              | [ 関広 20 ]                                             | [ 都 101 ]                                              |
| 2023年（令和05年）                                      | 4,773                                                   | 7,486                                                   | 12,259                                                  | 9,688                                                   | 14,972                                                  | 24,660                                                  | 4.3%                                                    | [ 東武 5 ]                                              | [ 関広 21 ]                                             |                                                         |
| 2024年（令和06年）                                      |                                                         |                                                         | 12,856                                                  |                                                         |                                                         | 25,825                                                  |                                                         | [ 東武 1 ]                                              |                                                         |                                                         |

備考
1. ↑  1904年（明治37年）4月5日に開業。開業日から1905年3月31日までの計361日間を集計したデータ。

## 駅周辺
駅ビル「アトレ亀戸」（2006年〈平成18年〉3月に「エルナード」より改名）が併設されている。
2か所あるJRの改札のうち、北口改札はアトレ亀戸の1階コンコースに直結している。東武亀戸線の改札も同様に1階コンコースの東側奥に位置する。対して東口改札は京葉道路からはビル一つ隔てた裏路地に位置し、初見ではその所在が分かりにくい。かつて旧平和相互銀行亀戸支店が入居していた改札正面のビルに、京葉道路との自由通路が設けられていたが、現在は飲食店がテナントとして入ったため自由通路はなくなった。ただし自由通路のあったビルのすぐ西側に、京葉道路に通じる狭い路地があり、そこを通ると京葉道路に抜けられる。
周辺はいわゆる下町として知られ、また、高度経済成長時代には京浜工業地帯の一翼を担っていた。昭和40年代に大工場が広い敷地を求めて郊外へと移転した後、その跡地に住宅団地や学校が整備され、都心に近い住宅地として変貌を遂げた。
下記に示す施設のうち、サンストリート亀戸は、セイコー電子工業（現：セイコーインスツル）の本社・工場跡地が再開発されたものであり、亀戸中央公園も以前は日立製作所の工場だった。
亀戸は、隣町の錦糸町（墨田区錦糸・太平・江東橋）と合わせて「錦糸町・亀戸副都心」として東京都から副都心指定を受けている。各企業のオフィスもそれなりに存在しており、ラッシュ時には都心方向からの流動もある。
周辺は海抜ゼロメートル地帯である。

### 北口（アトレ口）
- アトレ亀戸
  - 無印良品・ユニクロ・有隣堂 など
- みずほ証券亀戸支店
- 大和証券亀戸支店
- 亀戸香取神社
- 亀戸天神社
- 東京カットグラス工業協同組合（江戸切子組合）ショールーム
- スポーツクラブ&スパ ルネサンス 亀戸
- ドン・キホーテ 亀戸店
- オリンピック 亀戸店

### 東口
「サンストリート亀戸」は2016年（平成28年）3月31日をもって閉鎖され、跡地には地上6階・地下1階の大型商業施設「カメイドクロック」が2022年（令和4年）4月28日に開業した。
- 亀戸緑道公園 - 亀戸駅東口から竪川を挟んで大島緑道公園につながり大島四丁目の明治通りにまで至る、桜並木の続く歩行者専用道路。都電（城東電車）の専用軌道だったところを遊歩道化したもので、竪川人道橋（2011年撤去）のたもとに路面電車の車輪を模したモニュメントが設置されている。

### 公共施設
- 城東消防署
- 江東東税務署
- 江東年金事務所
- 亀戸中央公園
- 東京都立城東職業能力開発センター（旧・亀戸技術専門校）
- カメリアプラザ
  - 江東区役所亀戸出張所
  - 江東区亀戸文化センター
  - 江東区商工情報センター
  - 亀戸労働基準監督署

### 郵便局
- 江東亀戸一郵便局
- 江東亀戸六郵便局

### 学校
- 東京都立城東高等学校
- 中央学院大学中央高等学校
- 東京都立江東商業高等学校
- 江東区立水神小学校
- 読売自動車大学校
- 東京服装文化学院

### 道路
- 国道14号（京葉道路）
- 明治通り
- 蔵前橋通り
- 丸八通り
- 浅草通り

## バス路線
当駅最寄りのバス停留所は、「亀戸駅前」、「亀戸駅通り」、「水神森」（すいじんもり）となる。各バス停を通る路線は異なっている。全路線が都営バスにより運行されている。
1968年（昭和43年）9月まで、上野公園 - 今井間の都営トロリーバス101系統が駅前から発着していた。現在は、当駅を境に上26と亀26に分断されている。

### 亀戸駅前
駅北口に面したバスのりばである。京葉道路（国道14号）に面していないため、錦糸町駅を経由するバスは錦11系統を除いて発着しない。したがって、これらの系統を利用する場合は、次に述べる亀戸駅通りバス停か水神森バス停から乗車することになる。
また日曜日・祝日の12時から17時までの間、明治通りの亀戸駅北口交差点から亀戸四丁目交差点（蔵前橋通りとの交点）までの区間で歩行者天国が実施されるため、この時間帯に当駅から北方面に向かうバスは迂回運行を行う。このため、草24系統と上26系統は実施区間内にある亀戸四丁目バス停を通過する。
| のりば | 系統・行先 | 備考                                                                     |
| ------ | --- | ------------------------------------------------------------------------ |
| 1      | 亀26：今井 |                                                                          |
| 2      | - 亀23：江東高齢者医療センター（循環）・南砂町駅前 - 亀29：西葛西駅前・なぎさニュータウン - 両28：葛西橋・臨海車庫 | 「両28」の葛西橋行きは朝1本のみ（休日運休）、臨海車庫行きは夜1本のみ運行 |
| 3      | - 亀24：葛西橋 - 草24：東大島駅前                                                                                  |                                                                          |
| 4      | - 上26：上野公園 - 草24：浅草寿町                                                                                  |                                                                          |
| 5      | 亀21：東陽町駅前                                                                                                   |                                                                          |
| 6      | 里22：日暮里駅前・南千住車庫前                                                                                     |                                                                          |
| 7      | 門33：豊海水産埠頭                                                                                                 |                                                                          |
| 8      | 錦11：築地駅前 |                                                                          |

### 亀戸駅通り
京葉道路と明治通りの交差点付近にあり、京葉道路と明治通りにそれぞれ同名のバス停がある。両方のバス停に停車する系統は存在しない。また、明治通りの西大島駅方面のバス停留所は2つ（13番・14番）に分かれている。京葉道路上（10番・11番）の停留所は自転車道があるため安全地帯となっている。
| のりば | 系統・行先 | 備考 |
| ------ | --- | --- |
| 10     | - 錦25：葛西駅前・船堀駅前 - 錦11：亀戸駅前 - 錦27：小岩駅前 | |
| 11     | - 錦25：錦糸町駅前 - 錦27：両国駅前・錦糸町駅前 | |
| 12     | - 錦18・急行05（江東区城東シャトル）・都07：錦糸町駅前 - 亀23・亀24・亀29：亀戸駅前 - 草24：浅草寿町 - 両28：両国駅前・亀戸駅前 | - 「錦18」は平日のみ運行 - 「急行05」は土休日のみ運行                                                           |
| 13     | - 亀24：葛西橋 - 草24：東大島駅前 | |
| 14     | - 急行05（江東区城東シャトル）：日本科学未来館・新木場駅前 - 直行03：日本科学未来館 - 都07：門前仲町・東陽町駅前 - 錦18：新木場駅前・国際展示場駅前 - 亀23：江東高齢者医療センター（循環）・南砂町駅前 - 両28：葛西橋・臨海車庫・第六葛西小学校前 - 亀29：西葛西駅前・なぎさニュータウン | - 「急行05」「直行03」は土休日のみ運行 - 「錦18」は平日のみ運行 - 「両28」の第六葛西小学校前行きは夜1本のみ運行 |

### 水神森
亀戸駅東口最寄りの停留所。京葉道路上、カメイドクロックのほぼ正面にある。
| のりば | 系統・行先                                                                  | 備考 |
| ------ | --------------------------------------------------------------------------- | ---- |
| 15     | - 錦25：葛西駅前・船堀駅前 - 錦27：小岩駅前 - 亀21：東陽町駅前 - 亀26：今井 |      |
| 16     | - 錦25：錦糸町駅前 - 錦27：両国駅前・錦糸町駅前 - 亀21・亀26：亀戸駅前      |      |

## エリア放送
江東区の地上一般放送である江東区エリアワンセグ放送の地上一般放送局が設置されていた。
| 免許人 | 局名                 | 呼出符号     | 物理チャンネル | 周波数        | 空中線電力 | ERP   | 業務区域               |
| ------ | -------------------- | ------------ | -------------- | ------------- | ---------- | ----- | ---------------------- |
| 江東区 | 江東区亀戸エリア放送 | JOXZ3BC-AREA | 36ch           | 611.142857MHz | 700μW      | 630μW | 亀戸2丁目 カメリア周辺 |

## 隣の駅
東日本旅客鉄道（JR東日本）
 総武線（各駅停車）
錦糸町駅 (JB 22) - 亀戸駅 (JB 23) - 平井駅 (JB 24)
東武鉄道
 亀戸線
亀戸水神駅 (TS 43) - 亀戸駅 (TS 44)

### 記事本文